# ناحیه ایتنا (شهرستان مکاستا، میشیگان)
ناحیه ایتنا (به انگلیسی: Aetna Township) یک منطقهٔ مسکونی در ایالات متحده آمریکا است که در شهرستان میکوستا، میشیگان واقع شده‌است.
 ناحیه ایتنا ۹۳٫۰ کیلومتر مربع مساحت و ۲٬۰۴۴ نفر جمعیت دارد و ۳۰۵ متر بالاتر از سطح دریا واقع شده‌است.